# Jan Fadrhons
Jan Fadrhons (14. února 1910 Úherce – 7. července 1963 Praha) byl český dirigent a hudebník. Hrál na lesní roh, trubku a kontrabas. U armády byl vojenským dirigentem.

## Život
Ve věku 12 let začal hrát v kapele svého otce. Po dokončení vojenské služby se stal roku 1936 dirigentem vojenské hudební školy v Praze. Před druhou světovou válkou byl dirigentem hudby pěšího pluku 36 v Užhorodě a pěšího pluku 39 v Bratislavě. Po osvobození byl v Praze jmenován velitelem hudby I. divize, koncem téhož roku zástupcem velitele Hudby hradní stráže. V roce 1951 se stal jejím velitelem po Rudolfu Urbancovi. Po převelení k Ústřední hudbě Československé armády v roce 1950 se stal hlavním dirigentem vojenských uměleckých souborů a divadel při Armádním uměleckém souboru Víta Nejedlého (1953). Od roku 1957 působil jako hlavní inspektor vojenských hudeb při Ministerstvu národní obrany. Roku 1961 odešel do výslužby. Mezi jeho nejslavnější skladby patří Trubač jízdy, Vesele krokem, Pochod samopalníků.
Zemřel roku 1963 v Praze. Byl pohřben na Vinohradském hřbitově.